# بنية تحتية حضرية مستدامة

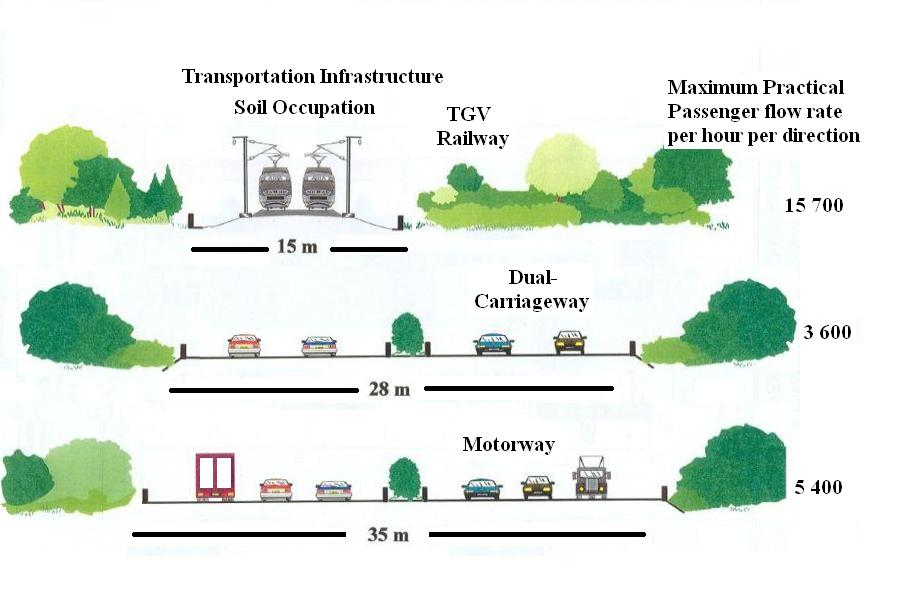

تتوسع البنية التحتية الحضرية المستدامة في مفهوم البنية التحتية الحضرية من خلال إضافة عنصر الاستدامة مع توقع تنمية حضرية محسنة وأكثر مرونة. في البناء والهياكل المادية والتنظيمية التي تمكن المدن من العمل، تهدف الاستدامة أيضًا إلى تلبية احتياجات الجيل الحالي دون المساس بقدرات الأجيال القادمة.
يتعامل الهدف 9 من أهداف التنمية المستدامة الدولية التي حددتها الجمعية العامة للأمم المتحدة مع البنية التحتية، ومع ذلك، فإن البنية التحتية هي لبنة أساسية لبقية أهداف التنمية المستدامة. لذلك، فإن تحقيق البنية التحتية المستدامة هو مصدر قلق كبير في مجالات متعددة من المجتمع.

## مفهوم
تؤكد دراسة تحليل الاستشهادات المرجعية، نُشرت في عام 2019، عن تطور البحث المتعلق بالبنية التحتية الحضرية المستدامة، أن هذا المفهوم يستمر في النمو في مجتمع البحث والتغير في النطاق مع تحسن التكنولوجيا. وفقًا لكلية الهندسة والعلوم التطبيقية بجامعة كولورادو دينفر، تشير البنية التحتية الحضرية إلى الأنظمة الهندسية (المياه والطاقة والنقل والصرف الصحي والمعلومات) التي تشكل المدينة. لا تعتمد جهود الاستدامة في البنية التحتية الحضرية فقط على تقييم المرافق، وتسعى إلى مكافحة الاحتباس الحراري والنفايات

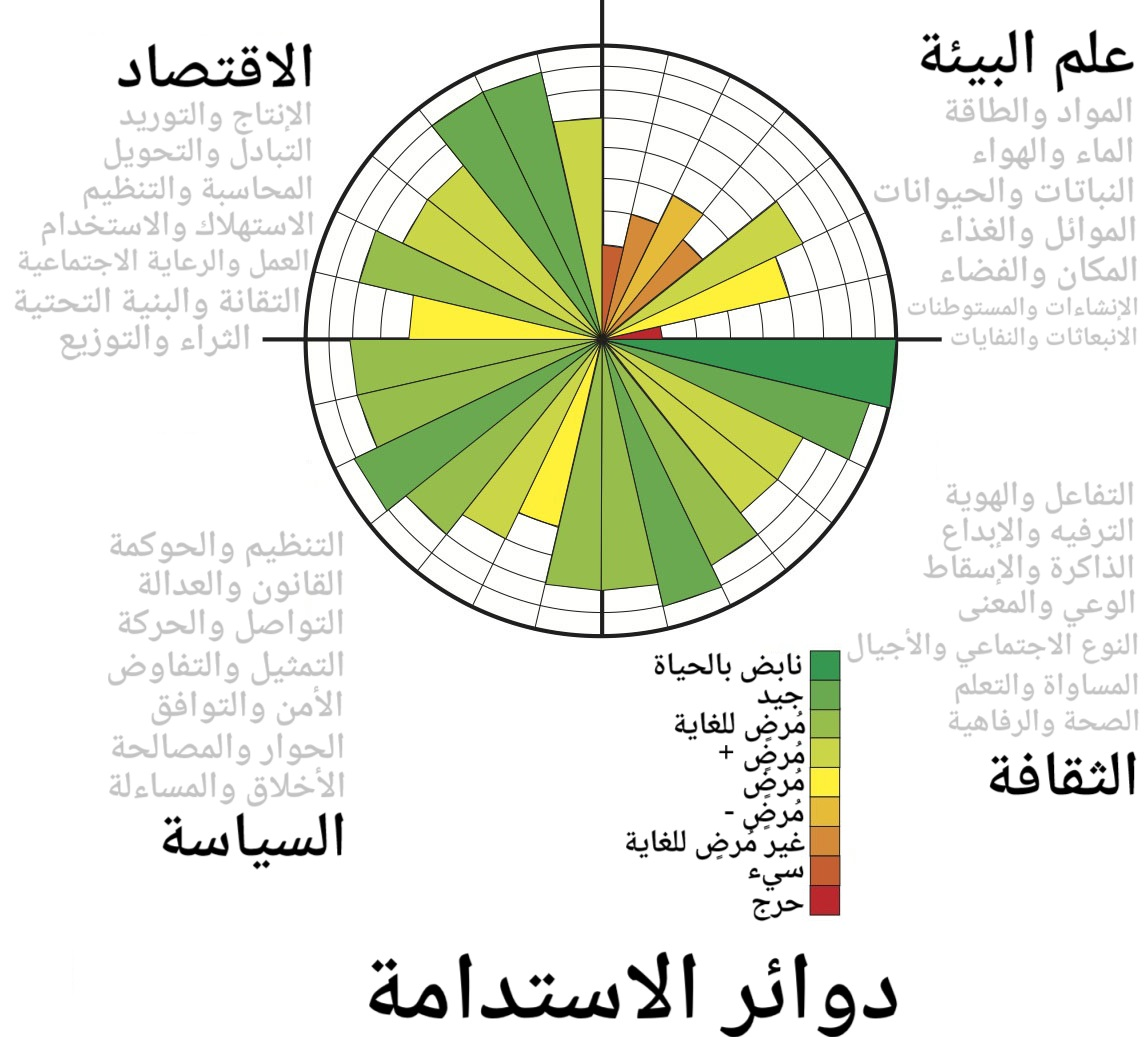
صورة دوائر الاستدامة (تقييم - ملبورن 2011)

البلدية، فضلاً عن تشجيع الرخاء الاقتصادي. غالبًا ما تتضمن الآثار الاجتماعية والاقتصادية لهذه الجهود السياسة والحوكمة في تنفيذ البنية التحتية المستدامة، ويؤدي تباينها إلى برامج مختلفة الحجم على المستويات الوطنية أو الإقليمية أو المحلية. أدت التحديات الناتجة عن زيادة النمو السكاني إلى الحاجة إلى بنية تحتية مستدامة عالية الأداء وفعالة من حيث التكلفة وموفرة للموارد وصديقة للبيئة.
تؤكد وكالة حماية البيئة الأمريكية أن عملية التخطيط للتصميم المستدام يمكن أن تؤدي إلى تطوير مجتمع مستدام بيئيًا واقتصاديًا واجتماعيًا. يؤكد تصميم البنية التحتية الحضرية المستدامة على التوطين والمعيشة المستدامة. وفقًا لمبدأ التنمية المستدامة، فإن الهدف هو تقليل البصمة البيئية للفرد في المناطق ذات الكثافة السكانية العالية.
تختلف معايير ما يمكن تضمينه في هذا النوع من البيئة الحضرية من مكان إلى آخر نظرًا للاختلافات في البنية التحتية الحالية والشكل المبني والمناخ وتوافر الموارد والمواهب المحلية.
بشكل عام، يمكن اعتبار ما يلي بنية تحتية حضرية مستدامة:
- شبكات النقل العام
- مبادرات وبرامج التوليد المتوزع والإدارة المتكاملة للطلب على ترشيد الطاقة
- المباني عالية الكفاءة وقيود التطوير الأخرى مثل السماح فقط ببناء مستدام والموائل المستدامة مع المناظر الطبيعية الموفرة للطاقة.
- المناطق المحمية المتصلة ومحمية الحياة البرية
- ممارسات التنمية منخفضة التأثير لحماية الموارد المائية
- إدارة الطوارئ للتخفيف من حدة الكوارث
- شبكات اتصال تكاملية للغاية
- أنظمة لزيادة إمكانية الوصول إلى الموارد المحلية والموارد المتجددة

وازدادت شعبية رؤية أكثر انتظاما للبنية التحتية الحضرية المستدامة. بدلاً من مجرد التركيز على الإسكان والمساحة، يقوم الخبراء الآن بدمج الأفكار المتعلقة باستقلاب الموارد الحضرية، والترابط بين المواطنين، ونقاط الضعف المعقدة التي تطورها المدن بمرور الوقت. البنية التحتية الخضراء هي مجموعة فرعية من البنية التحتية الحضرية المستدامة، وتراعي في الغالب الآثار البيئية، والموارد المائية، والحلول القائمة على الطبيعة.

## المبادرات العالمية

### مُعَمم
عند مقارنة حجم الأبحاث والتطورات، فإن الولايات المتحدة والمملكة المتحدة وأستراليا والصين هي الأكثر مشاركة في إنشاء حلول للبنية التحتية. غالبًا ما تؤدي الأولويات الوطنية المختلفة إلى بؤر استدامة مختلفة بين البلدان. وفقًا لمراجعة المشاريع والأبحاث المتاحة، تعطي الولايات المتحدة والمملكة المتحدة الأولوية للحلول المستدامة تجاه الثقافة والمياه والكوارث والتخطيط الحضري. حققت الولايات المتحدة بشكل خاص تقدمًا في مبادرات البنية التحتية الخضراء (مثل برامج الزقاق الأخضر). الصين وأستراليا لديهم أولويات متشابهة، لكن السياحة الأسترالية لها أولوية أكبر مقارنة بالوقاية من الكوارث، بينما تشارك الصين بشكل كبير في الحوكمة والكهرباء وتطوير الأراضي.

### أفريقيا
يمكن أن تؤدي تحديات البنية التحتية والحوكمة الحالية بشكل عام إلى إبطاء التقدم نحو الممارسات الحضرية المستدامة. يسعى جدول أعمال الأمم المتحدة للتنمية المستدامة لعام 2030، والذي ينطبق على العديد من البلدان الأفريقية، إلى التعامل مع هذه التحديات أثناء العمل من أجل الاستدامة. وفقًا للأمم المتحدة، يعيش 40% فقط من السكان الأفارقة في المناطق الحضرية، لكن هذه المناطق الحضرية وترابطها يتزايد بسرعة، مما يتطلب مراعاة الاستدامة. في ضوء ذلك، بدأ الاتحاد الأفريقي مبادرته الخاصة للاستدامة والبنية التحتية في أجندة 2063: أفريقيا التي نريدها. أشار الخطاب الأفريقي مع الأمم المتحدة بشكل ملحوظ إلى الاستخراج الأخلاقي للموارد والوصول العادل إلى الموارد كمقاييس للاستدامة داخل البنية التحتية للثقافة الحضرية في المجتمع والتمثيل الغذائي. ومع ذلك، لا يزال الافتقار إلى التنظيم الحكومي المتسق والظروف الاجتماعية والاقتصادية يعوق محاولات إنشاء شبكة مرنة وذات دوافع مستدامة من المدن في جميع أنحاء أفريقيا. إن الحركة الوطنية لخلق سياسات حضرية متكاملة، والتي تم تبنيها من قبل العديد من البلدان الأفريقية، تعطي الأمل لفكرة الالتزام الحكومي بتطوير الأراضي بشكل تعاوني لصالح المناطق الحضرية المتنامية.

### أستراليا
على النقيض من زيادة عدد السكان الصينيين، يواجه السكان في أستراليا مرونة مهددة بسبب انخفاض معدلات النمو السكاني. يمكن أن يؤدي تطوير الأراضي بكفاءة أكبر، والذي يتم تنفيذه أيضًا من قبل مجموعة متكاملة من الهيئات البيروقراطية في جميع أنحاء أستراليا، وأنظمة المرافق متعددة الاستخدامات إلى تعظيم الفوائد الاجتماعية والبيئية والاقتصادية للبلد بغض النظر عما إذا كان عدد السكان يتزايد أم يتناقص.

### كندا
تسمى البنية التحتية الحضرية المستدامة أيضًا البنية التحتية البلدية المستدامة في كندا. إنها مبادرة بنية تحتية تسهل التقدم نحو هدف العيش المستدام في مكان أو منطقة. يتم الاهتمام بالسياسات التكنولوجية والحكومية التي تمكن التخطيط الحضري للعمارة المستدامة والزراعة المستدامة.
في كندا، تسعى العديد من المنظمات مثل اتحاد البلديات الكندية، والبنية التحتية الكندية، ومجلس البحوث الوطني في كندا، ورابطة الأشغال العامة الكندية، إلى تحقيق الاستدامة في البنية التحتية البلدية، وخاصة البنية التحتية الحضرية واسعة النطاق. تدافع هذه المنظمات عن البروتوكولات البيئية، وتضمين المؤشرات والعوامل البيئية والاجتماعية في صنع القرار في أقرب مرحلة ممكنة. هناك القليل من التركيز حتى الآن على البنية التحتية الريفية المستدامة، على الرغم من أن هذا هو الهدف المعلن للمشروع، وكذلك تحقيق التنمية الريفية المستدامة في الدول النامية.
من وجهة نظرهم، تنطبق مخاوف الاستدامة على جميع «صيانة وإصلاح وتحديث البنية التحتية التي تحافظ على جودة حياتنا» بما في ذلك على الأقل:
- اتخاذ القرارات البلدية وتخطيط الاستثمار
- إمدادات مياه الشرب
- مياه العواصف ومياه الصرف بشكل خاص لتقليل المسافة التي تقطعها هذه المياه لتتم معالجتها وإعادة استخدامها
- الطرق والأرصفة وتكاملها مع أنظمة النقل لتحقيق تدفق أكثر سلاسة للأشخاص
- البروتوكولات البيئية والممارسات متعددة التخصصات لضمان احترامها، على سبيل المثال المشتريات الخضراء.

تركز هذه الكيانات الرسمية الكندية وغيرها، بما في ذلك المدقق العام لكندا وخدمة كندا، على الجهود ذات الصلة مثل عمليات تدقيق الأداء البلدية، وتكنولوجيا المعلومات، وتكنولوجيا الاتصالات، والشراء الأخلاقي ومشاركة «البيانات، والمعلومات، والبنية التحتية المشتركة، والتكنولوجيا،» والحاجة إلى «تكامل عملياتهم التجارية». على وجه الخصوص، يقلل هذا التكامل بشكل أكبر من الازدواجية والنفايات، لا سيما النفايات الإلكترونية وانبعاثات غازات الاحتباس الحراري التي كانت مصدر قلق بموجب أهداف بروتوكول كيوتو التي التزمت كندا بتحقيقها. في عام 2011، انسحبت كندا من بروتوكول كيوتو بسبب المخاوف الاقتصادية.
إن مجتمعات الغد مشروع لا يهدف إلى الربح في ساسكاتشوان، كندا، يشجع تطوير وتسويق حلول مبتكرة للبنية التحتية المستدامة للسوق العالمية. وتجمع هذه المنظمة بين شركات الصناعة والباحثين من أجل التعاون على وضع حلول جديدة للهياكل الأساسية للمشاكل القائمة أو المستقبلية بهدف تسويقها في نهاية المطاف. إنها في المقام الأول حول بناء بنية تحتية أكثر خضرة وأطول أمدًا، مثل الطرق وشبكات المياه.

### الصين
أثرت الزيادة السكانية في الصين بشكل كبير على نسبة استهلاك الموارد إلى إنتاج الموارد، مما فرض ضغوطًا على الحكومة والاقتصاد الصيني لإنشاء طريقة أكثر كفاءة لاستخدام الموارد للسماح بإطالة عمر المجتمع الصيني. بدأت سياسة الاقتصاد الدائري بالفعل في معالجة هذه المشكلة من خلال فرض التحليل المتكرر وإعادة الاستخدام طوال دورة حياة المنتج بأكملها. غالبًا ما تسعى دول العالم الأول والبلدان المتقدمة، مثل بعض أجزاء الصين، إلى النمو بشكل كبير في الإنتاجية الاقتصادية والنزعة الاستهلاكية، ولكن يجب أن يقترن هذا النمو الهائل بانخفاض أسي في استهلاك الموارد يمكن تحقيقه من خلال نهج نظام متكامل. يعكس هذا النهج المنهجي لدمج التغييرات الاستهلاكية ونمط الحياة على العديد من المستويات المجتمعية الديناميكية المنهجية للبنية التحتية الحضرية المستدامة. من خلال التعامل مع الاستدامة كوظيفة للأنظمة المترابطة (مثل النقل، وتطوير الأراضي، وتكوين المجتمع، وما إلى ذلك)، يمكن تضخيم تأثير أي تغيير في نظام واحد دون التسبب في فشل قطاع البنية التحتية بشكل فردي.

### أندونيسيا
وكانت إعادة تطوير شمال جاكرتا موضوع مشروع عام 2012 لتقييم فعالية تنفيذ التصميم المستدام، فضلًا عن معرفة الجمهور بفوائد هذا التصميم. وتعاني مناطق المدن على طول الساحل بشكل خاص من الفجوات الاجتماعية والاقتصادية الكبيرة، والأحياء الفقيرة ذات الكثافة العالية، وسوء التخطيط الإنمائي. وكشفت النتائج المستخلصة من نموذج المعادلات البنيوية أنه على الرغم من أن إعادة التصميم المستدامة من شأنها أن تساعد في رفع مستوى المناطق الساحلية، فإن الفعالية العامة نحو البنية الأساسية الحضرية المستدامة كانت تفتقر إلى حد كبير. وشددت الدراسات الاستقصائية العامة التي أجريت في جاكرتا على الأولويات التالية:
- استخدام الأراضي
- وسائل النقل العامة
- مساحة مبنية
- مساحة مفتوحة
- البنية التحتية للشبكة والنفايات
- طاقة
- الهيدرولوجيا
- الهواء والشمس

ومن خلال تطبيق التكنولوجيا والأساليب المستدامة على هذه المكونات من البنية التحتية، تسعى الحكومة إلى تنشيط الرفاه الاجتماعي والاقتصادي لشمال جاكرتا. غير أنه من أجل إيجاد مجتمع يتسم بالمرونة الكاملة، يشدد المشروع على ضرورة تقاسم عملية التصميم بين المبادرات الحكومية والقطاع التجاري والرأي العام. وتنعكس هذه العلاقة المتبادلة في فلسفة المشروع، التي تنظر إلى المدن على أنها نظام إيكولوجي للأولويات المذكورة آنفا التي يتم تقاسمها بفعالية بين مختلف مستويات المجتمع من أجل تحقيق الازدهار. ومن أكبر التحديات التي تواجه تنفيذ التصميم المستدام تحديد التكاليف التشغيلية والصيانة في المستقبل، التي تقابلها على نحو مثالي فوائد زيادة الاستدامة.

### سويسرا
تدعم مؤسسة بازل السويسرية العالمية للبنية الأساسية مختلف أصحاب المصلحة، مثل الحكومات والبنوك والمدن، في تصميم وتنفيذ وتمويل مشاريع البنية التحتية الحضرية المستدامة في جميع مراحل دورة المشروع. حاليًا، طور بنك الخليج الدولي، بالتعاون مع بنك ناتيكسيس الفرنسي، معيار البنية التحتية المستدامة والمرنة، وهو معيار التطوعي العالمي.

## روابط خارجية
- Cities can Save the Earth: the urban solution to climate change, species extinctions and peak oil
- Canada's National Round Table on the Environment and Economy suggestions re: sustainable urban infrastructure
- Communities of Tomorrow industry-research partnership in Regina, Canada
- Canada's National Round Table on the Environment and Economy Sustainable Cities Initiative